# Ceas

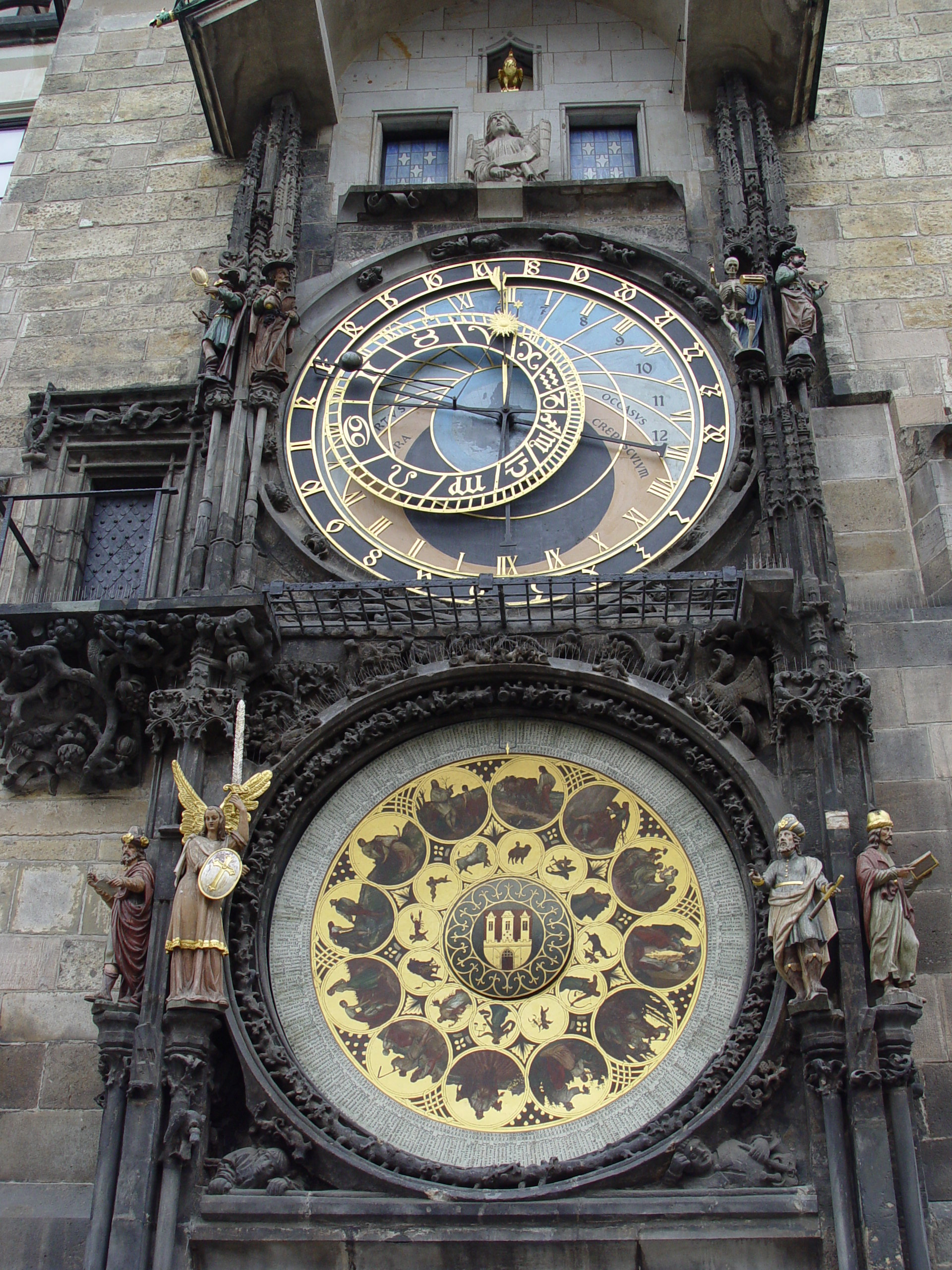
Orologiul astronomic de la Praga

Ceasul (din slavonă časŭ, oră) este un instrument de măsurare a timpului. În mod normal, termenul „ceas” se referă la un dispozitiv ce indică ora exactă conform unui standard de timp, iar termenul cronometru la un dispozitiv ce măsoară durate de timp. Prin extensie, termenul „ceas” se utilizează și pentru dispozitive care recepționează și indică ora exactă transmisă prin satelit la un dispozitiv aflat la distanță. Ceasul se poartă la încheietura mâinii sau legat de un lănțișor și purtat în buzunarul de la vestă sau pantaloni. Ceasul de mână este cel mai utilizat ceas în ziua de azi. 

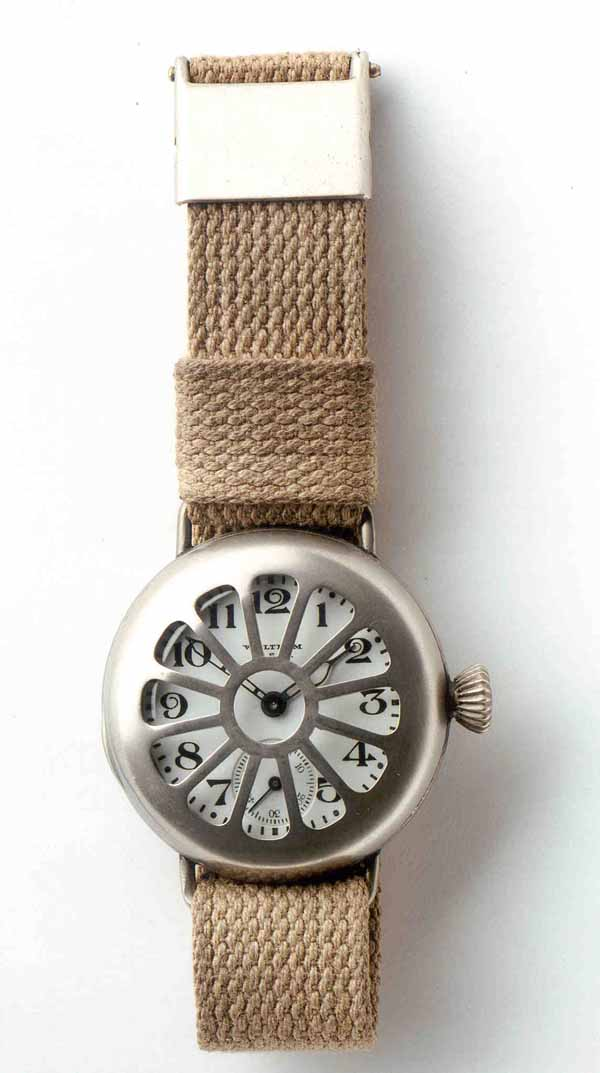
Unul dintre primele ceasuri de mănă făcut de compania numită Waltham Watch Company, ceasul a fost purtat de soldați în primul Război Mondial (Deutsches Uhrenmuseum, Inv. 47-3352)

Un ceas de dimensiuni mari, fixat în locuri publice, pe fațada unei clădiri (biserică, turn, primărie, arc de triumf etc.) ori pe un perete interior, și prevăzut, de regulă, cu un mecanism sonor care anunță principalele unități de timp, se numește „orologiu”.

## Istoria ceasului
Ceasurile de mână au evoluat din ceasuri care au fost portabile, dar operate de arcuri - ceasurile cu arc au apărut prima dată în secolul 15 în Europa. Ceasuri nu au fost purtate în buzunare până în secolul 17, când ceasurile au văzut o dezvoltare mare. Înainte ca ceasurile de mână să devină populare în 1920, ceasurile erau purtate în buzunare, aveau capac și erau atașate de un lănțișor. O sursă indică proveniența cuvântului ceas în engleză ("watch") de la un cuvânt din vechea limbă engleză woecce care înseamnă "persoană de ceas" ("watchman" în engleză), din cauză că era folosit de paznicii orașelor pentru a urmări timpul scurs pe durata schimburilor în care lucrează. 
Conceptul de ceas de mână merge înapoi la producerea celor mai vechi ceasuri din secolul 16. Elisabeta I a Angliei a primit un ceas de la Robert Dudley, în 1571, descris ca fiind un ceas de mână. De la început, ceasurile de mână au fost purtate aproape exclusiv de femei, în timp ce bărbații au folosit ceasuri de buzunar până la începutul secolului 20. 
Primii bărbați care au purtat ceasuri de mână au fost oameni militari, spre sfârșitul secolului 19, atunci când a devenit importantă sincronizarea tacticilor în timpul războiului, fără a folosi semnalizări care ar fi atras atenția inamicului dezvăluind astfel planurile.
Primul ceas simplu făcut a fost cu siguranță numai un băț simplu înfipt în pământ, oameni puteau astfel să folosească "ceasul solar" pentru a vedea cum se mută umbra în jurul lui și face o umbră diferită în funcție de poziția soarelui pe cer.

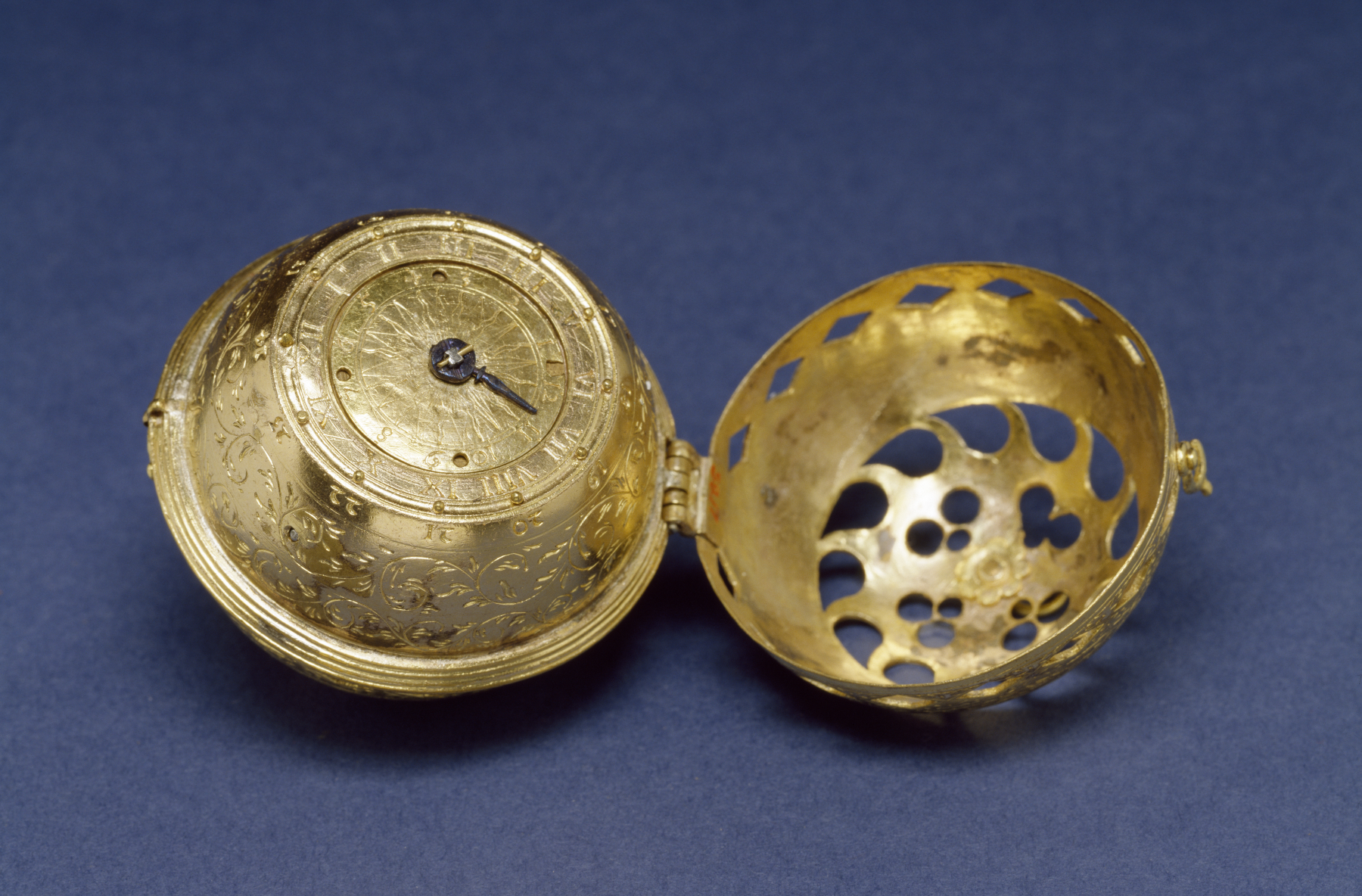
Unul dintre primele ceasuri existente, datând din 1530

## Folosințe
O mișcare în creația ceasului este mecanismul care măsoară trecerea timpului și afișează ora curentă (și, uneori, alte informații, inclusiv data, luna și ziua). Mișcările pot fi în întregime mecanice, în întregime electronice (potențial fără componente în mișcare), sau ar putea fi un amestec al celor două. Cele mai multe ceasuri făcute în principal pentru înregistrarea timpului, au mișcări electronice, cu piesele mecanice de pe fața ceasului, care indică timpul.

## Modă
Ceasurile de mână sunt apreciate ca forme de bijuterii sau ca forme de artă care pot fii colectate în loc de a fi numai forme de a afla timpul.  Asta a creat multe piețe diferite pentru ceasuri de mână, variind de la ceasuri foarte ieftine care sunt folosite numai pentru a vedea timpul, la ceasuri care sunt foarte scumpe și sunt folosite de oameni care au mulți bani și vor o formă de a arăta câți bani au.

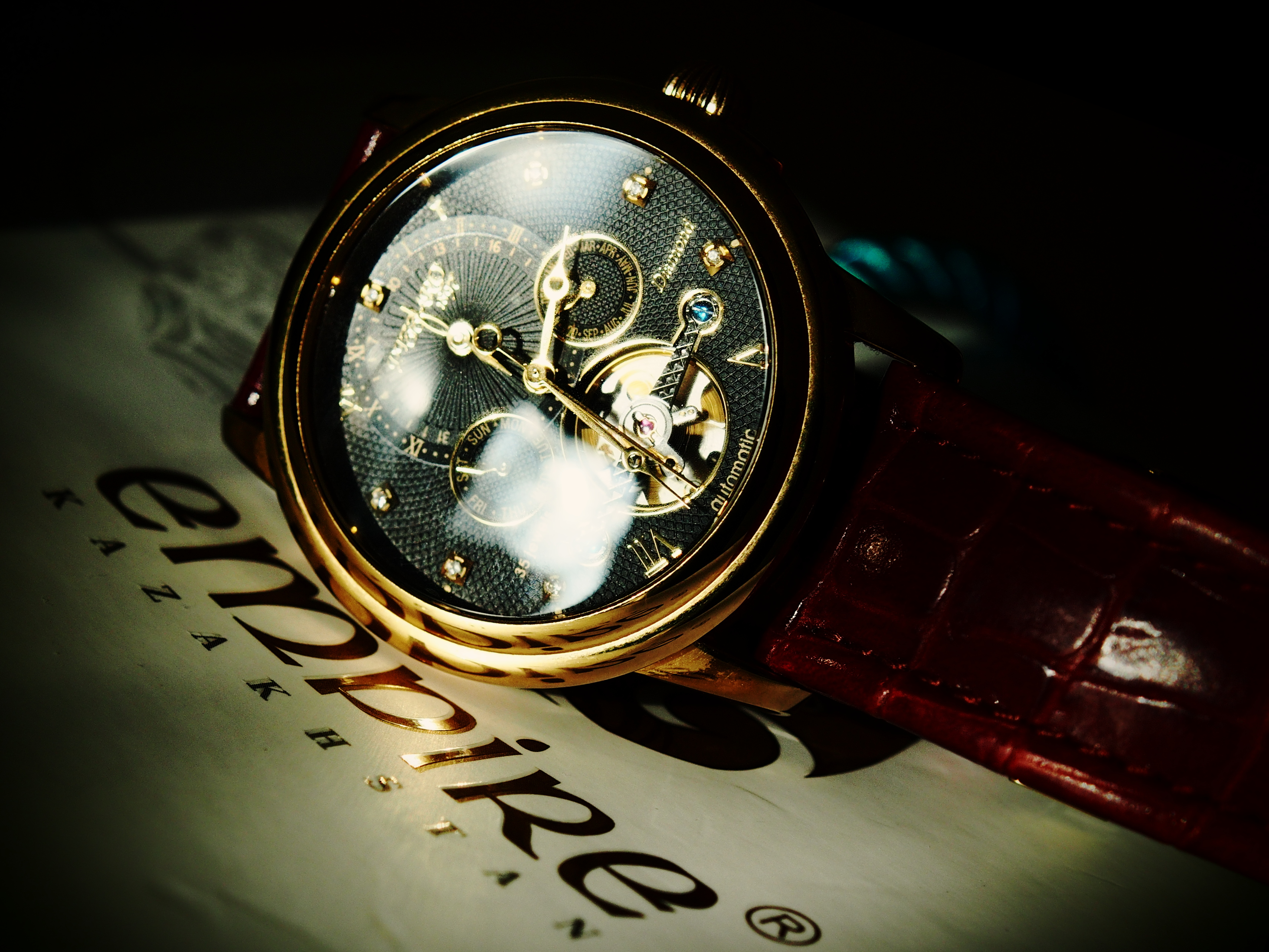
Ceas elegant cu pietre prețioase sau diamante

În mod normal, ceasurile bărbătești sunt pentru ocazii mai deosebite (etichetă formală), sau pentru viața de zi cu zi sunt aurii, subțiri și simple fără design special. Oricum, ceasurile cu tentă sportivă au început să devină din ce în ce mai mult acceptate pentru evenimente de etichetă formală. Marea majoritate a ceasurilor de damă au încrustate pietre prețioase sau diamante pe cadran, în jurul cadranului, sau până și pe brățară. 
Comercializarea ceasurilor false care imită mărci de renume (de exemplu Rolex) reprezintă
aproximativ $1 miliard de dolari americani pe an.

### Spațiu
Condițiile speciale pe care astronauții le întâmpină în spațiu (de exemplu gravitate zero) au nevoie de ceasuri speciale testate pentru asemenea condiții. În timpul primului zbor uman în spațiu din 12 aprilie 1961, Iuri Gagarin avea la mână un ceas Shturmanskie (scrierea fonetică a cuvântului rusesc Штурманские care înseamnă „cel al navigatorului”). Acel ceas a fost fabricat de uzinele Первый Московский Часовой Завод, ПМЧЗ, (în traducere directă Prima Uzină de Ceasuri din Moscova.) În anii 1970, Poljot au scos o nouă fabrică de ceas care are cronometru – ceasul 3133. Este o formă modificată a ceasului „Swiss Valjoux 7734” făcut în Rusia. Mecanismul de operare este bazat pe 23 de lagăre cu pietre prețioase și învârtire manuală (43 de ore). Pe mâna lui Valeriy Polyakov, ceasul „Poljot 3133” a realizat un nou record pentru cel mai lung zbor în spațiu din istorie. 

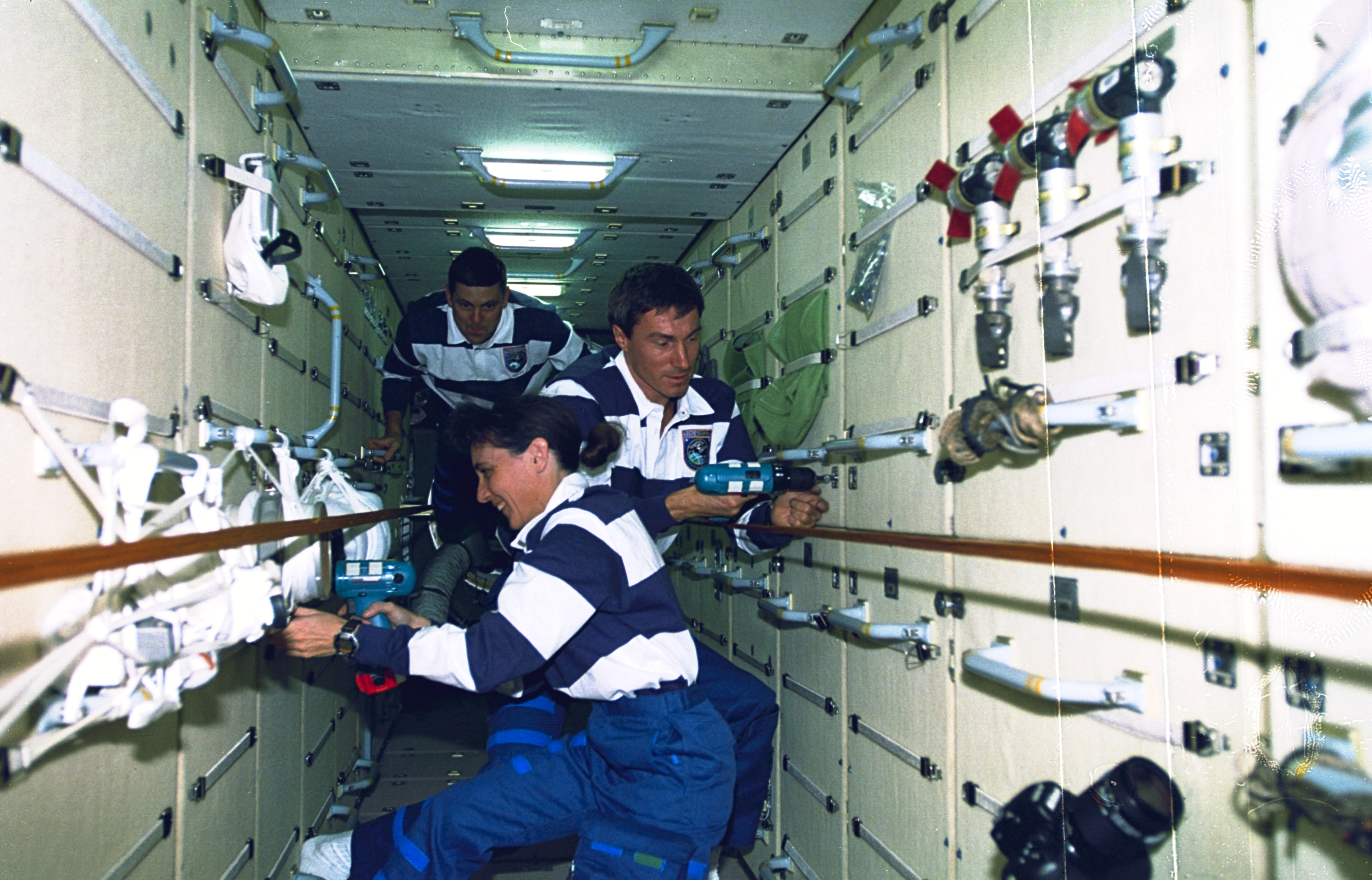
Astronauta Nancy J. Currie purtând un ceas Timex Ironman Triathlon Datalink model 78401 în timpul zborului STS 88.

### Scufundare

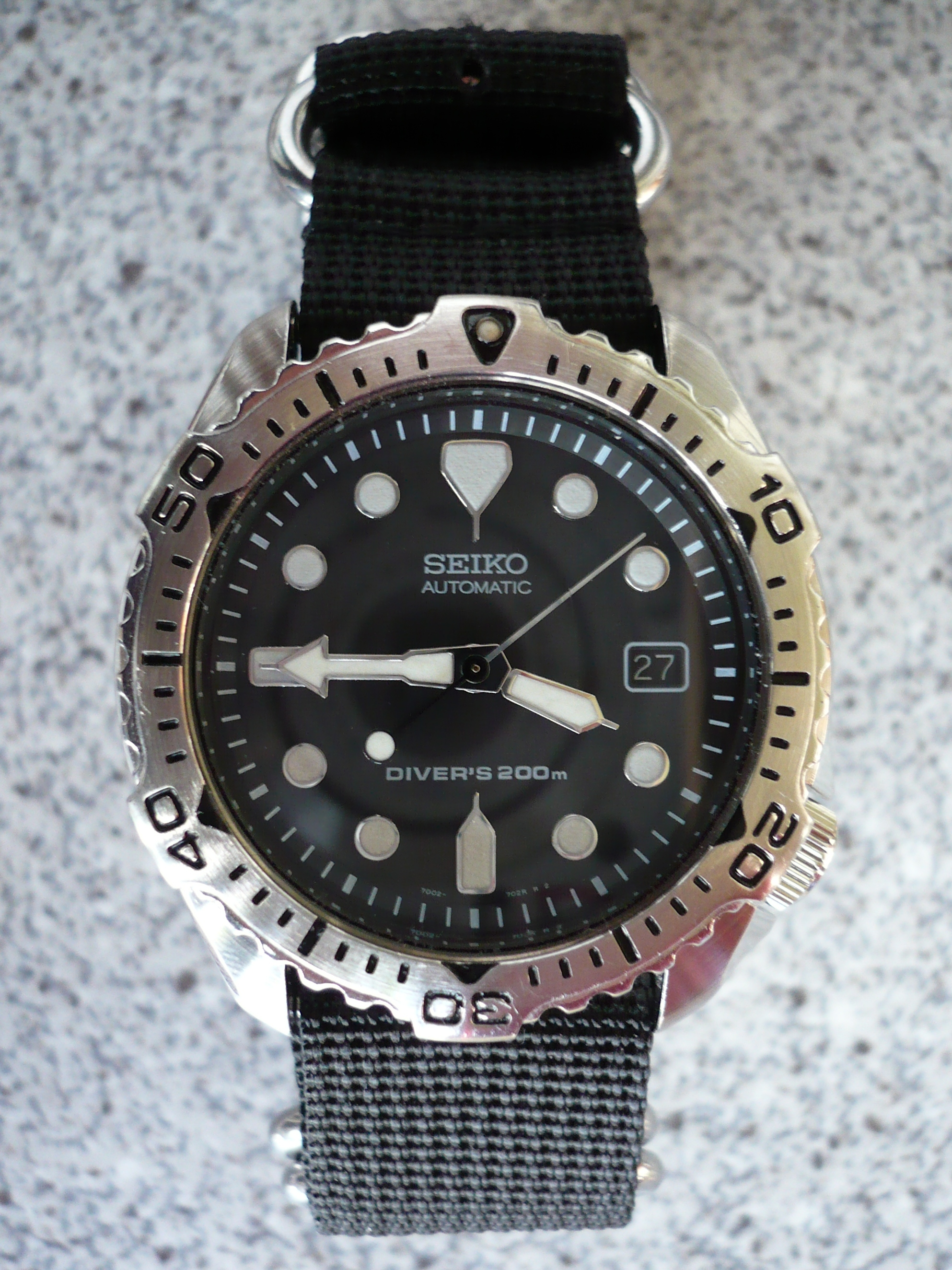
Seiko 7002-7020 Scufundări 200m pe o brățară stil NATO cu 4 inele

Ceasurile pot fi modificate ca să fie rezistente la apă. Ceasurile de acest gen sunt uneori numite „ceasuri acvatice” când sunt potrivite pentru scufundări. Organizația Internațională de Standardizare a emis un standard pentru ceasuri rezistente la apă, care în engleză se cheamă „waterproof”, multe țări au adoptat-o.
Nici un test definit de către Organizația Internațională de Standardizare 2281 pentru marca rezistentă la apă nu este adecvat pentru a clasifica un ceas ca fiind pentru scufundare. Ceasuri de genul acesta sunt fabricate pentru viața de zi pe zi și trebuie să fie rezistente pentru diferite activități, de exemplu înotul. Aceste ceasuri pot fi purtate în diferite condiții de presiune și temperaturi, dar în nici un caz nu pot fi purtate la o scufundare. Ceasurile sunt clasificate după nivelul de rezistență la apă, care rotund înseamnă: 1 metru = 3.3 picioare. 
| Resistență la apă              | Potrivit pentru                                                         | Comentarii |
| ------------------------------ | ----------------------------------------------------------------------- | --- |
| Rezistent la apă 30 m          | Bun pentru uz zilnic, de exemplu rezistent la ploaie.                   | A nu fi folosit pentru scufundări, înot, lucru în jurul apei sau pescuit.                                                            |
| Rezistent la apă 50 m          | Bun pentru înot, caiac pe ape tumultoase și pescuit                     | A nu fi folosit la scufundări. |
| Rezistent la apă 100 m         | Bun pentru surf, înot și alte sporturi acvatice                         | A nu fi folosit la scufundări. |
| Rezistent la apă 200 m         | Bun pentru activități maritime profesionale.                            | Poate fi folosit la scufundări. |
| Scufundări până la 100 m       | Minimum ISO standard pentru scufundări la adâncime care nu cer helium   | Scufundări 100m și 150m sunt ceasuri mai vechi.                                                                                      |
| Scufundări între 200 m - 300 m | Bun pentru scufundări la adâncime care cer helium                       | Clasificare tipică pentru ceasurile de scufundări actuale.                                                                           |
| Scufundări la 300+ m           | Bun pentru scufundări saturate (scufundări care cer helium îmbunătățit) | Ceasurile clasificate pentru scufundări cu helium îmbunătățit vor avea indicative suplimentare ca să scoată în evidență acest lucru. |

## Mișcare
O mișcare în creația ceasului este mecanismul care măsoară trecerea timpului și afișează ora curentă (și, uneori, altă informație, inclusiv data, luna și ziua). Mișcările pot fi în întregime mecanice, în întregime electronice (potențial fără componente în mișcare), sau ar putea fi un amestec al celor două. Cele mai multe ceasuri făcute în principal pentru înregistrarea timpului, au mișcări electronice, cu mâinile mecanice de pe fața ceasului, care indică timpul.

### Mișcările mecanice

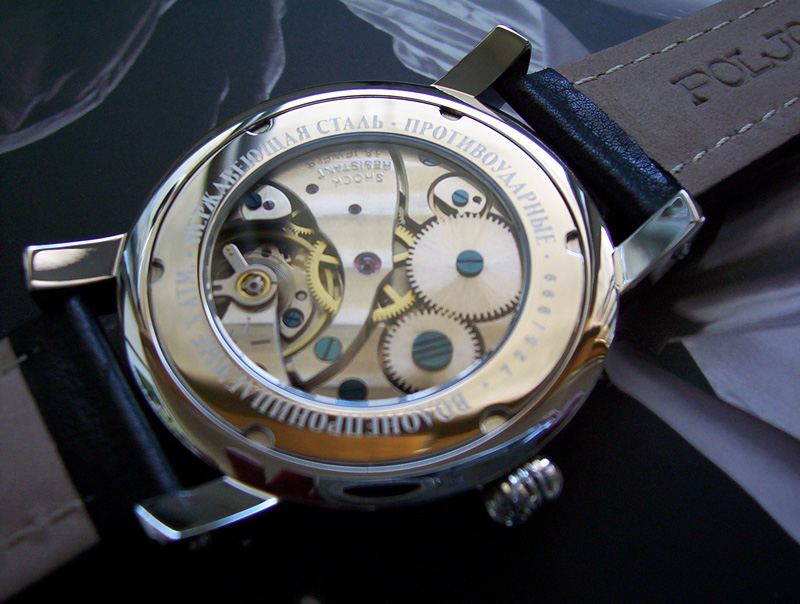
Un ceas mecanic făcut în Rusia

În comparație cu ceasurile electronice, cele mecanice sunt mai puțin exacte, de multe ori cu erori de cîteva secunde pe zi și sunt sensibile la poziție, temperatură  și cîmpuri magnetice. Ceasurile mecanice sunt, de asemenea, scump de produs, necesită o întreținere și ajustare periodică, și sunt mai susceptibile să se strice. Cu toate acestea, manopera de ceasurile mecanice atrage în continuare interesul unei părți a publicului care cumpără ceasuri.
Mișcările mecanice folosesc un mecanism de siguranță pentru a controla și limita părțile de tensionare a unui arc, transformînd detensionarea simplă a arcului într-o degajare de energie controlată și periodică. Mișcările mecanice utilizează, de asemenea, o roată volantă împreună cu arcul de echilibru (de asemenea, cunoscut ca un arc spiral) pentru a controla mișcarea sistemului de balans într-un mod analog cu pendulul unui ceas de perete. Tourbillon-ul, o parte opțională a ceasului, este un cadru de rotație pentru mecanismul de siguranță, care este folosit pentru a anula sau reduce efectele gravitaționale asupra balansului. Datorită complexității de proiectare a tourbillonului, acesta este folosit numai în ceasurile "de prestigiu", ceea ce le face foarte scumpe.

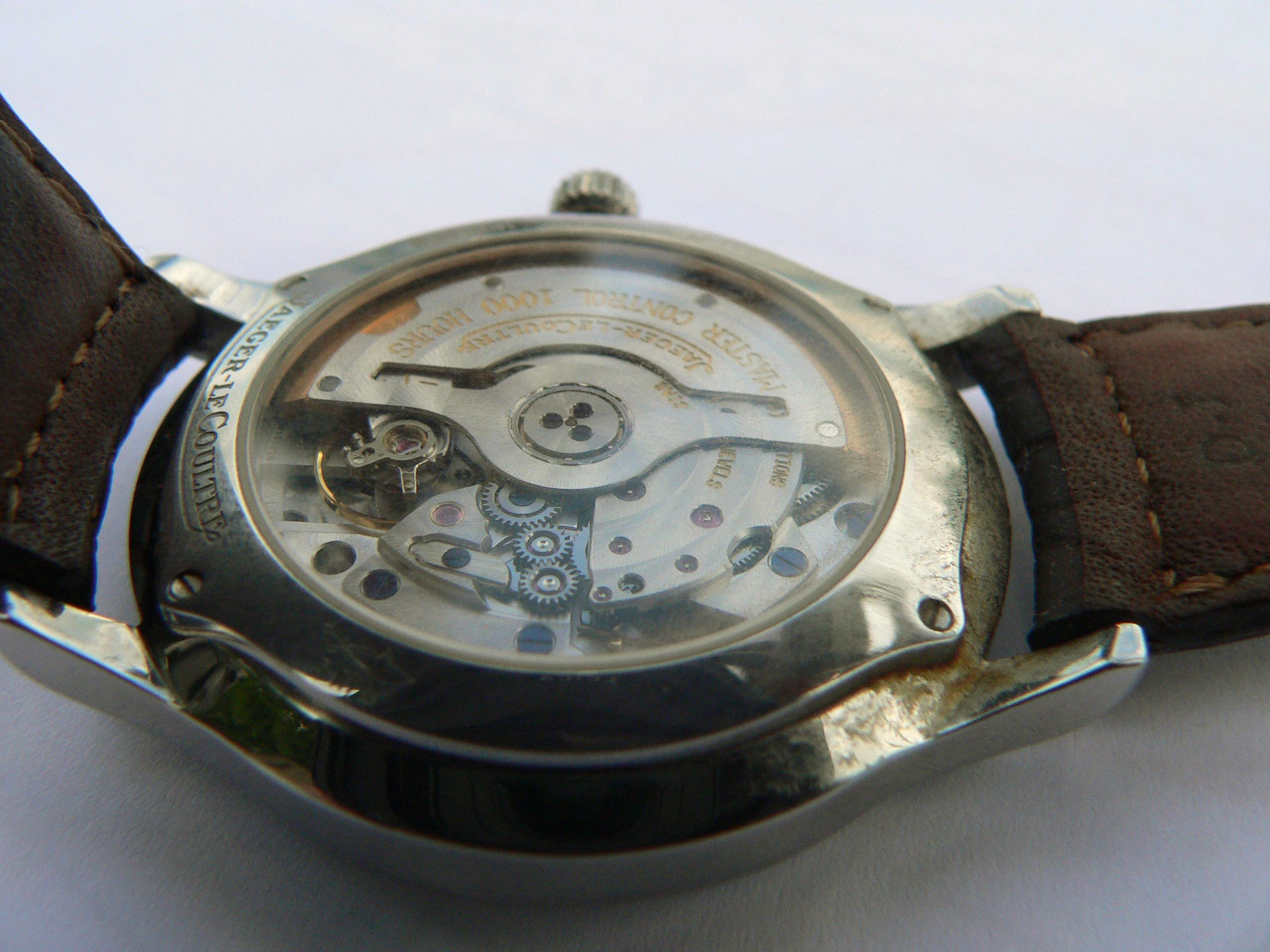
Ceas automatic; imaginea arată cum funcționează ceasul

Mecanismul ceasurilor traditionale mecanice utillizează un arc spiralat ca sursa principală de energie. Acest arc trebuie tensionat de către propietar la anumite intervale regulate prin învîrtirea unui buton special. Ceasurile de buzunar mai vechi utilizau o cheie specială care trebuia folosita pentru acest scop; aceasta cheie avea un loc special în partea posterioară a ceasului unde intră pentru a învîrti arcul. Ceasurile moderne sunt proiectate ca sa functioneze aproximativ 40 ore din energia acumulata în arcul complet tensionat. Din acest motiv, ele trebuie învîrtite zilnic dar unele ceasuri sunt proiectate să functioneze pînă la maximum 192 de ore fara sa fie retensionate, ceea ce înseamna ca este nevoie de învîrtire numai odata pe saptămînă.

### Ceasurile automatice
Un ceas automatic este un ceas care deruleaza arcul principal de o mișcare mecanică prin mișcările naturale ale corpului purtatorului. Primul mecanism întoarcere automată a fost inventat pentru ceasuri de buzunar în 1770 de Abraham-Louis Perrelet, dar primul ceas de mână cu "întoarcere automată" sau să fie complet "automat" a fost inventat de un reparator de ceasuri britanic pe nume John Harwood, în 1923. Acest tip de ceas are o constantă de tensionare, fără nici o acțiune specială din partea purtătorului, funcționează printr-o greutate automată, numita  rotor de tensionare care se rotește cu mișcarea de încheietură a mâinii purtătorului. Ceasuri de auto tensionare, de obicei, pot fi, de asemenea, tensionate manual.

## Cadran

### Analogic
În mod normal, ceasurile indică timpul în mod analog prin intermediul unui cadran și cel puțin două ace indicatoare: unul pentru oră și altul pentru minute. Multe ceasuri sunt dotate și cu al treilea ac indicator, pentru secunde. La ceasurile mecanice cu acționare electrică („quartz”), secundarul se mișcă sacadat, la fiecare secundă, spre deosebire de cele cu arc, la care secundarul pare se aibă o mișcare continuă, cu toate că se mișcă în incremente foarte mici.

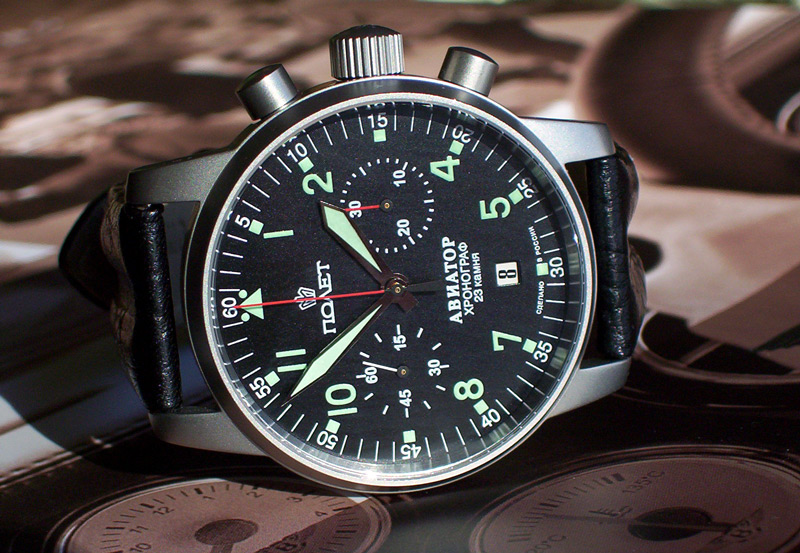
Model Полёт („Zborul”)

La marea majoritate a ceasurilor modul de afișare analogic este preferat celui digital din cauză că cei mai mulți oameni îl consideră mai ușor de citit. Oricum, în cazul cronometrelor, exactitatea și modul de afișare sunt mult mai importante. Marea majoritate a ceasurilor sunt fabricate pentru a fi purtate la mâna stângă, având butonul de învârtire a arcului pe partea dreaptă a cadranului.
Reclama pentru ceasurile analogice este făcută îndicând ora 1:50 sau 10:10 din cauza impresiei vizuale favorabile a cadranului; în plus, numele fabricantului este inclus pe cadran. La ceasurile digitale reclamele arată ora 12:08, unde mărirea numărului de segmente active a cifrelor creează un sentiment pozitiv. 

### Digital
Un ceas digital pur și simplu prezinta timpul ca un număr, de exemplu, 12:08 în loc de o mână scurtă orientată spre numărul 12 și o mână lungă între numărul 2 și 3 pe cadran. Primul ceas electronic digital, un prototip Pulsar LED-uri fabricat în 1970, a fost dezvoltat de „Hamilton Watch Company”. În aprilie 4, 1972, Pulsar a fost gata pentru a fi vândute. A fost făcut din aur de 18 carate, și vândut pentru $2,100. Ceasul a avut o diodă emițătoare de lumină roșie (LED-uri) de afișare. Ceasuri făcute cu LED-uri digitale erau foarte scumpe chiar prea scumpe pentru comune consumator până în 1975, când „Texas Instruments” a început să producă ceasuri cu LED-uri în interiorului de o carcasă de plastic. 

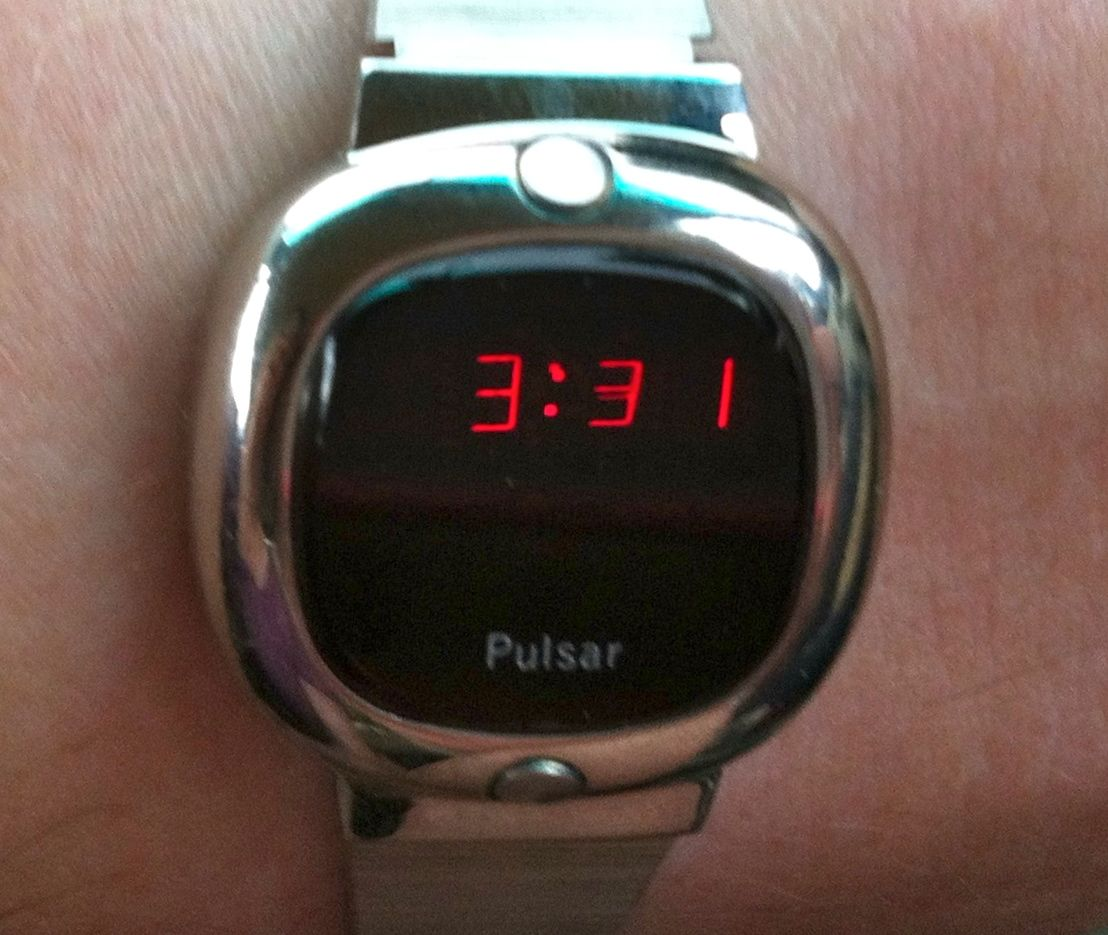
Un argint Pulsar diode emițătoare de lumină LED-uri ceas din 1976.

 Aceste ceasuri (care prima ereau vândute pentru doar 20 dolari,  și după aceea, au fost reduse la doar 10 dolari în 1976) a văzut Pulsar pierde $6,000,000 și marca Pulsar vândut la Seiko.
În majoritatea de ceasuri cu display LED, era necesar pentru ca utilizatorul apasă un buton pentru a vedea timpul afișat pentru câteva secunde, pentru că LED-urile foloseau atâta de mult putere pe care nu au putut fi păstrate de operare continuu. De obicei, culoarea de afișare al LED-ul a fost de culoare roșie. Ceasuri cu display cu LED-uri au fost populare timp de câțiva ani, dar în curând se afișează cu LED-uri au fost înlocuite de ecrane cu cristale lichide (LCD), care au folosit mai puțină energia al bateriei și au fost mult mai convenabil, cu afișajul mereu vizibil și fără nevoie pentru a împinge un buton înainte de a vedea timpul. Numai în întuneric a trebuit apăsat un buton, pentru a lumina ecranul cu un bec mic, de iluminare LED-uri mai târziu. 
Chiar dacă ceasuri digitale au avut multe progrese majore, aproape toate ceasurile cu ecrane digitale sunt folosite de marea majoritate a publicului. Ceasuri scumpe pentru colecționari au rareori ecrane digitale, dincauză că nu există prea multă cerere pentru ele. Mai puțin măiestrie este necesar pentru a face o față de un ceas digital și cele mai multe colectoare cred că cadrane analogice (mai ales cu complicații) variază în calitate mai mult decît cadranele digitale din cauza detaliilor si finisarea pieselor care alcătuiesc cadranul (făcând astfel diferențele dintre un ceas ieftin și scump mai evident).

## Tipuri de ceasuri

Ceas de perete obișnuit

Există multe diferite tipuri de ceasuri care au diferite utilizări, le putem distingem după modul de funcționare:
- Ceasuri solare, care indică timpul solar adevărat - ceasurile acestea  folosesc soarele pentru a indica ora:
  - Cadranul solar
  - Gnomonul
- Clepsidre - pot fii găsite cu nisip sau cu apă
- Lumânare gradată
- Ceasuri mecanice
  - Ceas cu pendul (ce utilizează un pendul gravitațional)
  - Ceas cu pendul de torsiune
  - Ceas cu balansier (ce utilizează un pendul elastic)
- Ceas electromecanic
- Ceas electronic - care în ciuda numelui, măsoară timpul pe baza unui fenomen mecanic, și anume vibrația unui cristal de cuarț
- Ceas atomic - ce utilizează oscilațiile produse de un dispozitiv de tip laser

După utilizare și formă ceasurile pot fi:
- Ceasuri de perete (cu pendulă), ceasuri de turn (orologii)
- Ceasuri de buzunar, ceasuri de mână
- Ceasuri deșteptătoare
- Ceasuri pentru scufundători
- Ceasuri pentru piloți
- Ceasuri astronomice
- Ceasuri pentru jocul de șah

## Funcțiile ceasului
Pentru a determina o perioadă exactă de timp se folosește cronometrul, vezi Cronos - titan din mitologia greacă. Alte funcții speciale:
- Tahimetru - scală pe cadranul sau de pe luneta unui cronograf, cu ajutorul căreia se pot măsura vitezele
- Pulsometru - folosit în medicină pentru măsurarea pulsului
- Altimetru - folosit de alpiniști pentru determinarea timpului și a altitudinii
- Ceasuri înglobate în calculatoare de buzunar, radio, telefoane mobile etc.

### Cronologia invențiilor
| - circa 1280: Ceasul cu roți - în Anglia, la mănăstiri și catedrale - 1427: Diferite părți componente și arcul, Heinrich Arnold (d. 1460) - 1510: Ceasul de buzunar, Peter Henlein, (Nürnberger Ei) - 1657: Ceasul cu pendulă, Christiaan Huygens - 1755: Orologiul cu secundar, Jean Romilly - 1923: Ceas automatic, John Harwood - 1927: Ceas cu cuarț, Warren Alwin Marrison - 1949: Ceas atomic - 1967: Ceas cu unde radio, Wolfgang Hilberg (patent al companiei Telefunken) |

## Producția și comerțul de ceasuri
Conform diverselor estimări, ceasurile aduc un sfert din vânzările totale de produse de lux la nivel mondial.
În anul 2013 producătorii elvețieni de ceasuri de lux au estimat vânzări de circa 15 miliarde de dolari.
În România, piața ceasurilor de lux a crescut de la trei-patru milioane de euro în 2005 la opt milioane de euro în 2007 și 58 milioane de euro în 2014.